# اسبوتولول
اسبوتولول (انگلیسی: Acebutolol) که با نام تجاری سکترال (sectral) به فروش می‌رسد نوعی داروی بتابلاکر بوده و برای درمان فشارخون بالا و آریتمی‌های قلبی استفاده می‌شود.